# Villa Turri
Villa Turri (o villa Anguillazza) è un edificio di aspetto seicentesco che si trova sulla direttrice che collega Scandicci a Casellina, vicino al palazzo comunale nuovo.
Tale localizzazione, facendole perdere la collocazione rurale, ha contribuito alla sua frammentazione in singoli appartamenti.

## Storia e descrizione
Della villa se ne ha notizia già nel catasto del 1427 dove risulta proprietario Tuccio Buonamici, successivamente la proprietà passò: nel 1547 ai Girolami, nel 1589 ai Ricci e nel 1601 agli Antinori che ne mantennero la proprietà fino a poco dopo il 1800 quando fu la volta  dei Baldovinetti e  poi dei Turri. Su via Turri si affaccia la cappella con un semplice portale sovrastato dalle lettere  AM (Ave Maria).
La parete di confine che si estende a sinistra della cappella forma, nei pressi dell'ingresso verso la facciata ovest, un semicerchio rientrante delimitato da quattro colonne sovrastate, due, da una palla in pietra e, due, da un capitello. Sulla parete  di destra della cappella è ricavata un'entrata secondaria  che porta al prato a est della villa che, da questa parte, si estende in larghezza su una parete dove sono presenti cinque finestre con mensole di pietra. Ad ovest sono presenti due portali e finestre simili a quelle del lato est. La cappella (consacrata) è dedicata a Santa Anna, ha una superficie rettangolare e presenta un soffitto a botte ribassato. L'altare poggia su mensole, fra queste è presente una targa con la sigla AM già presente sull'entrata.
Sono anche presenti lapidi sepolcrali risalenti alle famiglie dei Boldovinetti e dei Turri.